# Стрижи (Ростовская область)
Стрижи́ — посёлок в Мартыновском районе Ростовской области.
Входит в состав Зеленолугского сельского поселения.

## История
В 1987 году Президиума Верховного Совета РСФСР Посёлку второго отделения винсовхоза Волго-Донской № 3 присвоено наименование Стрижи.

## Население
| 2010 |
| ---- |
| 51   |

## Улицы
На хуторе имеется одна улица: Южная.